# Paimala
Koordinaten: 58° 17′ N, 22° 35′ O
Paimala (deutsch Paimalja) ist ein Dorf (estnisch küla) auf der größten estnischen Insel Saaremaa. Es gehört zur Landgemeinde Saaremaa (bis 2017: Landgemeinde Lääne-Saare) im Kreis Saare.
Das Dorf hat acht Einwohner (Stand 1. Januar 2016). Seine Fläche beträgt 1,15 km².